# Singleton (Kurzgeschichte)
Singleton (englisch für Einelementig) ist eine Science-Fiction-Kurzgeschichte des australischen Schriftstellers Greg Egan, zuerst veröffentlicht in Interzone 176 im Februar 2002. Die Kurzgeschichte spielt im gleichen Universum wie die Novelle Orakel und der Roman Schild’s Ladder von Greg Egan.

## Handlung
Im Jahr 2003 geht Ben, nach einigem Zögern, bei der Schlägerei eines Küchenassistenten dazwischen. Mit neuem Selbstbewusstsein lädt er seine Kommilitonin Francine zu einem Konzert ein und beginnt eine Beziehung mit ihr. Im Jahr 2012 erfährt Ben nach Rückreise aus Basra, dass Francine schwanger ist. Er erfährt von einem Experiment mit Quantencomputern an der Universität Delft und beginnt, über die Viele-Welten-Interpretation nachzudenken. Francine erleidet später eine Fehlgeburt. Im Jahr 2020 nimmt Ben an einem neurologischen Experiment teil, welches beweist, dass Bewusstsein ein rein klassischer Effekt ist. Parallel entwickelt er den Qusp (Abkürzung für „Quantum Singleton Processor“), welcher eine Berechnung alleine durchführt ohne Alternativen real zu machen. Er diskutiert mit Francine über eine Operation, durch welche sie nach ihrer Fehlgeburt wieder Kinder haben könnte, doch sie entscheiden sich dafür, stattdessen mit dem Qusp ein KI-Kind zu bekommen. Im Jahr 2029 experimentieren beide mit Zelda, dem neuronalen Netzwerk eines Mäusegehirns auf einem Qusp. Mit dem Qusp werden inzwischen bereits Adai (Abkürzung für „Autonomously Developing Artificial Intelligences“) erschaffen. Im Jahr 2031 geben beide eine Blutprobe ab, mit welcher ein Adai-Kind erschaffen wird, welches sie Helen nennen. Fünf Körper werden für ihre Benutzung angeliefert. Im Jahr 2041 findet Helen langsam von ihren Unterschieden zu anderen Kindern heraus. Ben beruhigt sie und deutet an, dass sie etwas besseres und neueres hat, was jedoch genau über den Anstieg von Hass gegen Adai sorgt. Im Jahr 2050 ist Helen verschwunden. Ben und Francine haben beide Jahre mit der Suche nach ihr verbracht. Ben findet sie schließlich in Ketten und entnimmt ihren Qusp. Auf dem Heimweg erzählt er ihr von der Schlägerei, mit welcher alles anfing. Ben reflektiert, dass es immer noch Abzweigungen gibt, in welchen der Qusp noch nicht oder niemals erfunden wird. Helen will Kontakt mit diesen aufnehmen und behauptet, nur Zeit dafür zu brauchen.

## Kritik
Karen Burnham kommt in der New York Review of Science Fiction nach einer Diskussion der Kurzgeschichten Axiomatisch, Mister Volition und Singleton zu dem Schluss, dass nicht alle so zuversichtlich bei der Übertragung des Bewusstseins auf andere Medien als das Gehirn sowie besorgt vor den moralischen Konsequenzen aus der Viele-Welten-Interpretation der Quantenphysik sind („not everyone is as sanguine about the continuity of consciousness when making the transition to substances other than our organic brains nor so worried about the moral implications of the many-worlds interpretation of quantum physics“). Sie führt weiter aus, dass die Kurzgeschichten von Greg Egan eine stetige Beschäftigung mit diesen Themen zeigen, welche statt oberflächlichen Antworten lieber in die Tiefe gehen („Egan’s stories show a continuity of concern about these subjects that refuses superficial answers and instead examines them in depth“).